# Élections présidentielles sous la Cinquième République dans les Pyrénées-Atlantiques
Depuis l'adoption de la Constitution de la Cinquième République française en 1958, dix élections présidentielles ont eu lieu afin d'élire le président de la République. Cette page présente les résultats de huit de ces élections dans les Pyrénées-Atlantiques.

## Synthèse des résultats du second tour
Jusqu'en 2002, les Pyrénées-Atlantiques vote plus à droite que la France. En 1981 le département place ainsi en tête respectivement Valéry Giscard d'Estaing (50,4 %) devant François Mitterrand (51,76 %). En 2007 la tendance s'inverse puisque les électeurs placent Ségolène Royal en tête avec 52,49 %. La tendance est confirmée en 2012, François Hollande obtenant 5,5 points de plus que Nicolas Sarkozy. En 2017, Emmanuel Macron obtient près de 8 points de plus qu'au niveau national.
| année | Répartition des exprimés | Répartition des exprimés | Participation (% des inscrits) | Blancs ou nuls (% des votants) |

| 2022 | Emmanuel Macron (63,05 %) (France : 58,55 %) | Marine Le Pen (36,95 %) (France : 41,45 %) | 75,99 % (France : 71,99%) | 8,97 % (France : 6,23 %) |

| 2017 | Emmanuel Macron (74,81 %) (France : 66,10 %) | Marine Le Pen (25,19 %) (France : 33,90 %) | 78,04 % (France : 77,77 %) | 1,86 % (France : 2,47 %) |

| 2012 | François Hollande (57,12 %) (France : 51,64 %) | Nicolas Sarkozy (42,88 %) (France : 48,36 %) | 82,25 % (France : 80,35 %) | 2,11 % (France : 5,82 %) |

| 2007 | Nicolas Sarkozy (47,51 %) (France : 53,06 %) | Ségolène Royal (52,49 %) (France : 46,94 %) | 87,18 % (France : 83,97 %) | 1,19 % (France : 4,20 %) |

| 2002 | Jacques Chirac (87,5 %) (France : 82,21 %) | J.-M. Le Pen (12,5 %) (France : 17,79 %) | 72,88 % (France : 79,71 %) | 3,86 % (France : 3,38 %) |

| 1995 | Jacques Chirac (53,9 %) (France : 52,64 %) | Lionel Jospin (46,1 %) (France : 47,36 %) | 79,8 % (France : 78,38 %) | 3,29 % (France : 2,81 %) |

| 1988 | François Mitterrand (50,11 %) (France : 54,02 %) | Jacques Chirac (49,89 %) (France : 45,98 % %) | 82,62 % (France : 81,35 %) | 1,92 % (France : 2,00 %) |

| 1981 | François Mitterrand (49,6 %) (France : 51,76 %) | Valéry Giscard d'Estaing (50,4 %) (France : 48,24 %) | 81,75 % (France : 81,09 %) | 1,23 % (France : 1,62 %) |

| 1974 | Valéry Giscard d'Estaing (56,2 %) (France : 50,81 %) | François Mitterrand (43,8 %) (France : 49,19 %) | 83,7 % (France : 84,23 %) | 0,77 % (France : 0,92 %) |

|  | ▲ |

## Résultats détaillés par scrutin

### 2022
Arrivé en tête du premier tour, le président sortant Emmanuel Macron (27,85 %) affronte Marine Le Pen (23,15 %), un duel identique à celui du scrutin de 2017. C'est la deuxième fois qu'un second tour opposant les mêmes candidats à deux scrutins présidentiels consécutifs a lieu après ceux où se sont affrontés Valéry Giscard d'Estaing et François Mitterrand en 1974 et 1981.
En troisième position avec 21,95 % des voix, Jean-Luc Mélenchon réalise le score le plus élevé de ses trois candidatures et arrive largement en tête de la gauche, mais échoue à accéder au second tour, avec environ 400 000 voix de moins que Marine Le Pen.
Une nouvelle fois, les partis politiques traditionnels sont absents du second tour, dans des proportions encore plus importantes que lors de la précédente élection. Le Parti socialiste et Les Républicains, représentés respectivement par Anne Hidalgo et Valérie Pécresse, s'effondrent avec des scores historiquement faibles et n'atteignent pas le seuil des 5 %, condition permettant d'être remboursé des frais de campagne.
Le second tour voit Emmanuel Macron l'emporter par 58,55 % des suffrages exprimés, permettant ainsi au président sortant d'entamer un second mandat. Le septennat ayant été aboli en 2000, il devient ainsi le premier président de la République française à être réélu pour un deuxième quinquennat, le deuxième président de la Cinquième République réélu hors période de cohabitation et le quatrième président de la Cinquième République réélu.
Dans les Pyrénées-Atlantiques, Emmanuel Macron arrive en tête du premier tour avec 27,80% des exprimés, suivi de Jean-Luc Mélenchon (18,94%), Marine Le Pen (17,38%) et Jean Lassalle (12,02%). Au second tour, les électeurs ont voté à 63,05% pour Emmanuel Macron contre 36,95% pour Marine Le Pen avec un taux de participation de 75,99% des inscrits.
| Candidats                | Candidats                | Partis                   | Premier tour | Premier tour | Second tour | Second tour |
| Candidats                | Candidats                | Partis                   | Voix         | %            | Voix        | %           |
| ------------------------ | ------------------------ | ------------------------ | ------------ | ------------ | ----------- | ----------- |
|                          | Emmanuel Macron          | LREM                     | 111 610      | 27,80        | 219 719     | 63,05       |
|                          | Jean-Luc Mélenchon       | LFI                      | 76 030       | 18,94        |             |             |
|                          | Marine Le Pen            | RN                       | 69 768       | 17,38        | 128 742     | 36,95       |
|                          | Jean Lassalle            | RES                      | 48 246       | 12,02        |             |             |
|                          | Éric Zemmour             | REC                      | 25 877       | 6,45         |             |             |
|                          | Yannick Jadot            | EELV                     | 19 967       | 4,97         |             |             |
|                          | Valérie Pécresse         | LR                       | 17 166       | 4,28         |             |             |
|                          | Fabien Roussel           | PCF                      | 10 170       | 2,53         |             |             |
|                          | Anne Hidalgo             | PS                       | 9 276        | 2,31         |             |             |
|                          | Nicolas Dupont-Aignan    | DLF                      | 6 721        | 1,67         |             |             |
|                          | Philippe Poutou          | NPA                      | 4 982        | 1,24         |             |             |
|                          | Nathalie Arthaud         | LO                       | 1 677        | 0,42         |             |             |
|                          |                          |                          |              |              |             |             |
| Votes valides            | Votes valides            | Votes valides            | 401 490      | 97,97        | 348 461     | 88,20       |
| Votes blancs             | Votes blancs             | Votes blancs             | 5 816        | 1,42         | 34 369      | 8,70        |
| Votes nuls               | Votes nuls               | Votes nuls               | 2 489        | 0,61         | 12 271      | 3,11        |
| Total                    | Total                    | Total                    | 409 795      | 100          | 395 101     | 100         |
| Abstention               | Abstention               | Abstention               | 110 134      | 21,18        | 124 853     | 24,01       |
| Inscrits / participation | Inscrits / participation | Inscrits / participation | 519 929      | 78,82        | 519 954     | 75,99       |

### 2017
Le premier tour de l'élection présidentielle de 2017 voit s'affronter onze candidats. Emmanuel Macron arrive en tête devant Marine Le Pen et tous deux se qualifient pour le second tour. Néanmoins, avec François Fillon et Jean-Luc Mélenchon, les scores des quatre candidats ayant recueilli le plus de voix sont serrés (4,43 points entre le 1er et le 4e). Pour la première fois, aucun des candidats des deux partis politiques pourvoyeurs jusque-là des présidents de la Ve République, n'est présent au second tour. Celui-ci se tient le dimanche 7 mai et se solde par la victoire d'Emmanuel Macron, avec un total de 20 753 798 bulletins de vote en sa faveur, soit 66,10 % des suffrages exprimés, face à la candidate du Front national, qui recueille 33,90 %. Le scrutin est néanmoins marqué par une forte abstention et par un record de votes blancs ou nuls.
Dans les Pyrénées-Atlantiques, Emmanuel Macron arrive en tête du premier tour avec 26,28 % des exprimés, suivi de Jean-Luc Mélenchon (19,92 %), François Fillon (18,16 %), Marine Le Pen (13,74 %) et Benoît Hamon (7,73 %). Au second tour, les électeurs ont voté à 74,81 % pour Emmanuel Macron contre 25,19 % pour Marine Le Pen avec un taux de participation de 78,04 % des inscrits.
|             | EM          | Emmanuel Macron       | 103 958 | 26,28 %    | 253 617 | 74,81 %    |  |  |
|             | LFi         | Jean-Luc Mélenchon    | 78 803  | 19,92 %    |         |            |  |  |
|             | LR          | François Fillon       | 71 858  | 18,16 %    |         |            |  |  |
|             | FN          | Marine Le Pen         | 54 376  | 13,74 %    | 85 377  | 25,19 %    |  |  |
|             | PS          | Benoît Hamon          | 30 589  | 7,73 %     |         |            |  |  |
|             | RES         | Jean Lassalle         | 29 882  | 7,55 %     |         |            |  |  |
|             | DlF         | Nicolas Dupont-Aignan | 14 727  | 3,72 %     |         |            |  |  |
|             | NPA         | Philippe Poutou       | 6 371   | 1,61 %     |         |            |  |  |
|             | UPR         | François Asselineau   | 2 782   | 0,7 %      |         |            |  |  |
|             | LO          | Nathalie Arthaud      | 1 799   | 0,45 %     |         |            |  |  |
|             | SeP         | Jacques Cheminade     | 508     | 0,13 %     |         |            |  |  |
|             |             |                       |         |            |         |            |  |  |
|             |             |                       | Nombre  | % inscrits | Nombre  | % inscrits |  |  |
| Inscrits    | Inscrits    | Inscrits              | 502 378 |            | 502 323 |            |  |  |
| Abstentions | Abstentions | Abstentions           | 97 357  | 19,38 %    | 110 333 | 21,96 %    |  |  |
| Votants     | Votants     | Votants               | 405 021 | 80,62 %    | 391 990 | 78,04 %    |  |  |
|             |             |                       |         |            |         |            |  |  |
|             |             |                       |         | % votants  |         | % votants  |  |  |
| Blancs      | Blancs      | Blancs                | 6 685   | 1,33 %     | 38 518  | 7,67 %     |  |  |
| Nuls        | Nuls        | Nuls                  | 2 683   | 0,53 %     | 14 478  | 2,88 %     |  |  |
| Exprimés    | Exprimés    | Exprimés              | 395 653 | 78,76 %    | 338 994 | 67,49 %    |  |  |

### 2012
Hollande, désigné par le PS à la suite d'une primaire ouverte, devance Sarkozy dès le premier tour de l'élection présidentielle de 2012 : c'est la première fois qu'un président sortant est ainsi devancé. Au second tour, Sarkozy est battu mais par un écart plus faible qu'attendu.
Dans les Pyrénées-Atlantiques, François Hollande arrive en tête du premier tour avec 29,93 % des exprimés, suivi de Nicolas Sarkozy (23,62 %), François Asselineau (15,67 %), Marine Le Pen (12,15 %) et Jean-Luc Mélenchon (11,88 %). Au second tour, les électeurs ont voté à 57,12 % pour François Hollande contre 42,88 % pour Nicolas Sarkozy avec un taux de participation de 83,67 % des inscrits.
|                | PS             | François Hollande     | 117 823 | 29,93 %    | 218 964 | 57,12 %    |  |  |
|                | UMP            | Nicolas Sarkozy       | 92 967  | 23,62 %    | 164 374 | 42,88 %    |  |  |
|                | MoDem          | François Bayrou       | 61 681  | 15,67 %    |         |            |  |  |
|                | FN             | Marine Le Pen         | 47 844  | 12,15 %    |         |            |  |  |
|                | FG             | Jean-Luc Mélenchon    | 46 749  | 11,88 %    |         |            |  |  |
|                | EELV           | Éva Joly              | 11 345  | 2,88 %     |         |            |  |  |
|                | NPA            | Philippe Poutou       | 6 812   | 1,73 %     |         |            |  |  |
|                | DLF            | Nicolas Dupont-Aignan | 5 728   | 1,46 %     |         |            |  |  |
|                | LO             | Nathalie Arthaud      | 1 826   | 0,46 %     |         |            |  |  |
|                | S&P            | Jacques Cheminade     | 882     | 0,22 %     |         |            |  |  |
|                |                |                       |         |            |         |            |  |  |
|                |                |                       | Nombre  | % inscrits | Nombre  | % inscrits |  |  |
| Inscrits       | Inscrits       | Inscrits              | 488 946 |            | 488 982 |            |  |  |
| Abstentions    | Abstentions    | Abstentions           | 86 788  | 17,75 %    | 79 868  | 16,33 %    |  |  |
| Votants        | Votants        | Votants               | 402 158 | 82,25 %    | 409 114 | 83,67 %    |  |  |
|                |                |                       |         |            |         |            |  |  |
|                |                |                       |         | % votants  |         | % votants  |  |  |
| Blancs ou nuls | Blancs ou nuls | Blancs ou nuls        | 8 501   | 2,11 %     | 25 776  | 6,3 %      |  |  |
| Exprimés       | Exprimés       | Exprimés              | 393 657 | 97,89 %    | 383 338 | 97,89 %    |  |  |

### 2007
Au premier tour de l'élection présidentielle de 2007, Sarkozy réussit à capter une partie des voix de Le Pen et arrive largement en tête. Royal est la première femme qualifiée pour le second tour d'une élection présidentielle. Elle est battue avec une avance de 6 points.
Dans les Pyrénées-Atlantiques, François Bayrou arrive en tête du premier tour avec 29,61 % des exprimés, suivi de Ségolène Royal (26,31 %), Nicolas Sarkozy (24,93 %), Jean-Marie Le Pen (6,16 %) et Olivier Besancenot (3,9 %). Au second tour, les électeurs ont voté à 47,51 % pour Nicolas Sarkozy contre 52,49 % pour Ségolène Royal avec un taux de participation de 86,72 % des inscrits.
|                | UDF            | François Bayrou      | 121 074 | 29,61 %    |         |            |  |  |
|                | PS             | Ségolène Royal       | 107 582 | 26,31 %    | 205 499 | 52,49 %    |  |  |
|                | UMP            | Nicolas Sarkozy      | 101 954 | 24,93 %    | 186 013 | 47,51 %    |  |  |
|                | FN             | Jean-Marie Le Pen    | 25 185  | 6,16 %     |         |            |  |  |
|                | LCR            | Olivier Besancenot   | 15 939  | 3,9 %      |         |            |  |  |
|                | GPA            | Marie-George Buffet  | 6 826   | 1,67 %     |         |            |  |  |
|                | CPNT           | Frédéric Nihous      | 6 780   | 1,66 %     |         |            |  |  |
|                | SE             | José Bové            | 6 753   | 1,65 %     |         |            |  |  |
|                | Les Verts      | Dominique Voynet     | 6 629   | 1,62 %     |         |            |  |  |
|                | MPF            | Philippe de Villiers | 5 112   | 1,25 %     |         |            |  |  |
|                | LO             | Arlette Laguiller    | 3 787   | 0,93 %     |         |            |  |  |
|                | CNRSP          | Gérard Schivardi     | 1 282   | 0,31 %     |         |            |  |  |
|                |                |                      |         |            |         |            |  |  |
|                |                |                      | Nombre  | % inscrits | Nombre  | % inscrits |  |  |
| Inscrits       | Inscrits       | Inscrits             | 474 672 |            | 475 022 |            |  |  |
| Abstentions    | Abstentions    | Abstentions          | 60 849  | 12,82 %    | 63 095  | 13,28 %    |  |  |
| Votants        | Votants        | Votants              | 413 823 | 87,18 %    | 411 927 | 86,72 %    |  |  |
|                |                |                      |         |            |         |            |  |  |
|                |                |                      |         | % votants  |         | % votants  |  |  |
| Blancs ou nuls | Blancs ou nuls | Blancs ou nuls       | 4 920   | 1,19 %     | 20 415  | 4,96 %     |  |  |
| Exprimés       | Exprimés       | Exprimés             | 408 903 | 98,81 %    | 391 512 | 95,04 %    |  |  |

### 2002
Après cinq années de cohabitation, un duel est attendu entre Chirac et le Premier ministre Jospin lors de l'élection présidentielle de 2002, mais, à la surprise générale, ce dernier est devancé par Le Pen au premier tour. Au second tour, Chirac bénéficie du ralliement de la gauche et reçoit un score sans précédent. Il s'agit de la première élection pour un mandat de cinq ans et non plus sept.
Dans les Pyrénées-Atlantiques, Jacques  Chirac arrive en tête du premier tour avec 18,71 % des exprimés, suivi de Lionel  Jospin (17,76 %), François Bayrou (13,14 %), Jean-Marie  Le Pen (10,36 %) et Jean  Saint-Josse (9,3 %). Au second tour, les électeurs ont voté à 87,5 % pour Jacques  Chirac contre 12,5 % pour Jean-Marie  Le Pen avec un taux de participation de 82,54 % des inscrits.
|                | RPR            | Jacques Chirac          | 58 976  | 18,71 %    | 304 383 | 87,5 %     |  |  |
|                | PS             | Lionel Jospin           | 55 996  | 17,76 %    |         |            |  |  |
|                | UDF            | François Bayrou         | 41 432  | 13,14 %    |         |            |  |  |
|                | FN             | Jean-Marie Le Pen       | 32 644  | 10,36 %    | 43 503  | 12,5 %     |  |  |
|                | CPNT           | Jean Saint-Josse        | 29 303  | 9,3 %      |         |            |  |  |
|                | Les Verts      | Noël Mamère             | 18 087  | 5,74 %     |         |            |  |  |
|                | LO             | Arlette Laguiller       | 16 291  | 5,17 %     |         |            |  |  |
|                | LCR            | Olivier Besancenot      | 15 853  | 5,03 %     |         |            |  |  |
|                | MC             | Jean-Pierre Chevènement | 12 118  | 3,84 %     |         |            |  |  |
|                | PC             | Robert Hue              | 9 318   | 2,96 %     |         |            |  |  |
|                | DL             | Alain Madelin           | 7 700   | 2,44 %     |         |            |  |  |
|                | PRG            | Christiane Taubira      | 5 566   | 1,77 %     |         |            |  |  |
|                | Cap21          | Corinne Lepage          | 4 675   | 1,48 %     |         |            |  |  |
|                | MNR            | Bruno Mégret            | 3 280   | 1,04 %     |         |            |  |  |
|                | FRS            | Christine Boutin        | 2 851   | 0,9 %      |         |            |  |  |
|                | PT             | Daniel Gluckstein       | 1 154   | 0,37 %     |         |            |  |  |
|                |                |                         |         |            |         |            |  |  |
|                |                |                         | Nombre  | % inscrits | Nombre  | % inscrits |  |  |
| Inscrits       | Inscrits       | Inscrits                | 449 914 |            | 450 450 |            |  |  |
| Abstentions    | Abstentions    | Abstentions             | 122 016 | 27,12 %    | 78 655  | 17,46 %    |  |  |
| Votants        | Votants        | Votants                 | 327 898 | 72,88 %    | 371 795 | 82,54 %    |  |  |
|                |                |                         |         |            |         |            |  |  |
|                |                |                         |         | % votants  |         | % votants  |  |  |
| Blancs ou nuls | Blancs ou nuls | Blancs ou nuls          | 12 654  | 3,86 %     | 23 909  | 6,43 %     |  |  |
| Exprimés       | Exprimés       | Exprimés                | 315 244 | 96,14 %    | 347 886 | 93,57 %    |  |  |

### 1995
Après une nouvelle cohabitation et alors que la droite est particulièrement divisée entre Chirac et le Premier ministre Balladur, Jospin réussit à arriver en tête au premier tour de l'élection présidentielle de 1995, malgré la très lourde défaite de la gauche aux législatives de 1993. Au second tour, il est battu par Chirac.
Dans les Pyrénées-Atlantiques, Lionel Jospin arrive en tête du premier tour avec 25,59 % des exprimés, suivi de Jacques Chirac (23,04 %), Édouard Balladur (21,16 %), Jean-Marie Le Pen (9,61 %) et Robert Hue (7,1 %). Au second tour, les électeurs ont voté à 53,9 % pour Jacques Chirac contre 46,1 % pour Lionel Jospin avec un taux de participation de 82,47 % des inscrits.
|                | PS             | Lionel Jospin        | 85 451  | 25,59 %    | 155 693 | 46,1 %     |  |  |
|                | RPR            | Jacques Chirac       | 76 946  | 23,04 %    | 182 017 | 53,9 %     |  |  |
|                | RPR            | Édouard Balladur     | 70 655  | 21,16 %    |         |            |  |  |
|                | FN             | Jean-Marie Le Pen    | 32 100  | 9,61 %     |         |            |  |  |
|                | PC             | Robert Hue           | 23 706  | 7,1 %      |         |            |  |  |
|                | LO             | Arlette Laguiller    | 18 642  | 5,58 %     |         |            |  |  |
|                | MPF            | Philippe de Villiers | 13 326  | 3,99 %     |         |            |  |  |
|                | Les Verts      | Dominique Voynet     | 12 176  | 3,65 %     |         |            |  |  |
|                | S&P            | Jacques Cheminade    | 927     | 0,28 %     |         |            |  |  |
|                |                |                      |         |            |         |            |  |  |
|                |                |                      | Nombre  | % inscrits | Nombre  | % inscrits |  |  |
| Inscrits       | Inscrits       | Inscrits             | 432 701 |            | 432 464 |            |  |  |
| Abstentions    | Abstentions    | Abstentions          | 87 421  | 20,2 %     | 75 832  | 17,53 %    |  |  |
| Votants        | Votants        | Votants              | 345 280 | 79,8 %     | 356 632 | 82,47 %    |  |  |
|                |                |                      |         |            |         |            |  |  |
|                |                |                      |         | % votants  |         | % votants  |  |  |
| Blancs ou nuls | Blancs ou nuls | Blancs ou nuls       | 11 351  | 3,29 %     | 18 922  | 5,31 %     |  |  |
| Exprimés       | Exprimés       | Exprimés             | 333 929 | 96,71 %    | 337 710 | 94,69 %    |  |  |

### 1988
Après deux ans de cohabitation, Mitterrand affronte le Premier ministre Chirac lors de l'élection présidentielle de 1988. Le Pen obtient au premier tour un score jusque-là sans précédent pour un parti d'extrême droite. Au second tour, Mitterrand est facilement réélu.
Dans les Pyrénées-Atlantiques, François Mitterrand arrive en tête du premier tour avec 33,83 % des exprimés, suivi de Jacques Chirac (24,46 %), Raymond Barre (18,11 %), Jean-Marie Le Pen (10,69 %) et André Lajoinie (4,95 %). Au second tour, les électeurs ont voté à 50,11 % pour François Mitterrand contre 49,89 % pour Jacques Chirac avec un taux de participation de 85,77 % des inscrits.
|                | PS                    | François Mitterrand | 113 375 | 33,83 %    | 172 167 | 50,11 %    |  |  |
|                | RPR                   | Jacques Chirac      | 81 986  | 24,46 %    | 171 393 | 49,89 %    |  |  |
|                | SE                    | Raymond Barre       | 60 678  | 18,11 %    |         |            |  |  |
|                | FN                    | Jean-Marie Le Pen   | 35 817  | 10,69 %    |         |            |  |  |
|                | PC                    | André Lajoinie      | 16 585  | 4,95 %     |         |            |  |  |
|                | Les Verts             | Antoine Waechter    | 11 428  | 3,41 %     |         |            |  |  |
|                | Communiste rénovateur | Pierre Juquin       | 7 787   | 2,32 %     |         |            |  |  |
|                | LO                    | Arlette Laguiller   | 6 413   | 1,91 %     |         |            |  |  |
|                | MPT                   | Pierre Boussel      | 1 072   | 0,32 %     |         |            |  |  |
|                |                       |                     |         |            |         |            |  |  |
|                |                       |                     | Nombre  | % inscrits | Nombre  | % inscrits |  |  |
| Inscrits       | Inscrits              | Inscrits            | 413 587 |            | 413 388 |            |  |  |
| Abstentions    | Abstentions           | Abstentions         | 71 876  | 17,38 %    | 58 837  | 14,23 %    |  |  |
| Votants        | Votants               | Votants             | 341 711 | 82,62 %    | 354 551 | 85,77 %    |  |  |
|                |                       |                     |         |            |         |            |  |  |
|                |                       |                     |         | % votants  |         | % votants  |  |  |
| Blancs ou nuls | Blancs ou nuls        | Blancs ou nuls      | 6 570   | 1,92 %     | 10 991  | 3,1 %      |  |  |
| Exprimés       | Exprimés              | Exprimés            | 335 141 | 98,08 %    | 343 560 | 96,9 %     |  |  |

### 1981
Lors de l'élection présidentielle de 1981, Giscard d'Estaing arrive en tête au premier tour et affronte, comme la fois précédente, Mitterrand. Pour la première fois, un président sortant est battu : Mitterrand devient le premier président de gauche de la Ve République.
Dans les Pyrénées-Atlantiques, Valéry Giscard d'Estaing arrive en tête du premier tour avec 28,74 % des exprimés, suivi de François Mitterrand (28,56 %), Jacques Chirac (20,77 %), Georges Marchais (10,57 %) et Brice Lalonde (3,7 %). Au second tour, les électeurs ont voté à 56,2 % pour Valéry Giscard d'Estaing contre 49,6 % pour François Mitterrand avec un taux de participation de 87,38 % des inscrits.
|                | UDF            | Valéry Giscard d'Estaing | 90 456  | 28,74 %    | 168 013 | 50,4 %     |  |  |
|                | PS             | François Mitterrand      | 89 886  | 28,56 %    | 165 323 | 49,6 %     |  |  |
|                | RPR            | Jacques Chirac           | 65 365  | 20,77 %    |         |            |  |  |
|                | PC             | Georges Marchais         | 33 283  | 10,57 %    |         |            |  |  |
|                | MEP            | Brice Lalonde            | 11 643  | 3,7 %      |         |            |  |  |
|                | LO             | Arlette Laguiller        | 6 402   | 2,03 %     |         |            |  |  |
|                | MRG            | Michel Crépeau           | 5 590   | 1,78 %     |         |            |  |  |
|                | Divers droite  | Michel Debré             | 4 979   | 1,58 %     |         |            |  |  |
|                | Divers droite  | Marie-France Garaud      | 3 750   | 1,19 %     |         |            |  |  |
|                | PSU            | Huguette Bouchardeau     | 3 392   | 1,08 %     |         |            |  |  |
|                |                |                          |         |            |         |            |  |  |
|                |                |                          | Nombre  | % inscrits | Nombre  | % inscrits |  |  |
| Inscrits       | Inscrits       | Inscrits                 | 389 806 |            | 390 961 |            |  |  |
| Abstentions    | Abstentions    | Abstentions              | 71 150  | 18,25 %    | 49 354  | 12,62 %    |  |  |
| Votants        | Votants        | Votants                  | 318 656 | 81,75 %    | 341 607 | 87,38 %    |  |  |
|                |                |                          |         |            |         |            |  |  |
|                |                |                          |         | % votants  |         | % votants  |  |  |
| Blancs ou nuls | Blancs ou nuls | Blancs ou nuls           | 3 910   | 1,23 %     | 8 271   | 2,42 %     |  |  |
| Exprimés       | Exprimés       | Exprimés                 | 314 746 | 98,77 %    | 333 336 | 97,58 %    |  |  |

### 1974
L'élection présidentielle de 1974 est une élection anticipée à la suite de la mort de Pompidou. Mitterrand, candidat unique de la gauche, est largement en tête au premier tour devant Giscard d'Estaing, qui distance lui-même Chaban-Delmas. Au terme d'une campagne animée, marquée par un débat télévisé tendu, Giscard d'Estaing l'emporte avec une très courte avance.
Dans les Pyrénées-Atlantiques, François Mitterrand arrive en tête du premier tour avec 37,11 % des exprimés, suivi de Valéry Giscard d'Estaing (28,04 %), Jacques Chaban-Delmas (26,97 %), Jean Royer (2,56 %) et Arlette Laguiller (2,16 %). Au second tour, les électeurs ont voté à 56,2 % pour Valéry Giscard d'Estaing contre 43,8 % pour François Mitterrand avec un taux de participation de 87,29 % des inscrits.
|                | PS             | François Mitterrand      | 101 538 | 37,11 %    | 124 228 | 43,8 %     |  |  |
|                | RI             | Valéry Giscard d'Estaing | 76 725  | 28,04 %    | 159 395 | 56,2 %     |  |  |
|                | UDR            | Jacques Chaban-Delmas    | 73 798  | 26,97 %    |         |            |  |  |
|                | SE             | Jean Royer               | 7 010   | 2,56 %     |         |            |  |  |
|                | LO             | Arlette Laguiller        | 5 919   | 2,16 %     |         |            |  |  |
|                | SE, écologiste | René Dumont              | 2 445   | 0,89 %     |         |            |  |  |
|                | FN             | Jean-Marie Le Pen        | 2 308   | 0,84 %     |         |            |  |  |
|                | FE             | Guy Héraud               | 1 135   | 0,41 %     |         |            |  |  |
|                | MDSF           | Émile Muller             | 1 044   | 0,38 %     |         |            |  |  |
|                | FCR            | Alain Krivine            | 801     | 0,29 %     |         |            |  |  |
|                | MFE            | Jean-Claude Sebag        | 453     | 0,17 %     |         |            |  |  |
|                |                |                          |         |            |         |            |  |  |
|                |                |                          | Nombre  | % inscrits | Nombre  | % inscrits |  |  |
| Inscrits       | Inscrits       | Inscrits                 | 329 406 |            | 329 095 |            |  |  |
| Abstentions    | Abstentions    | Abstentions              | 53 690  | 16,3 %     | 41 830  | 12,71 %    |  |  |
| Votants        | Votants        | Votants                  | 275 716 | 83,7 %     | 287 265 | 87,29 %    |  |  |
|                |                |                          |         |            |         |            |  |  |
|                |                |                          |         | % votants  |         | % votants  |  |  |
| Blancs ou nuls | Blancs ou nuls | Blancs ou nuls           | 2 115   | 0,77 %     | 3 642   | 1,27 %     |  |  |
| Exprimés       | Exprimés       | Exprimés                 | 273 601 | 99,23 %    | 283 623 | 98,73 %    |  |  |